# Acrolophus corymba
Acrolophus corymba är en fjärilsart som beskrevs av John Hartley Durrant 1914. Acrolophus corymba ingår i släktet Acrolophus och familjen Acrolophidae. Inga underarter finns listade i Catalogue of Life.